# Tristhan Jaimes
Tristhan Jaimes Rodríguez (Cuautitlán Izcalli, 20 de marzo de 2003) es un futbolista mexicano  que se desempeña en la demarcación de delantero en el Club Puebla de la Primera División de México.

## Trayectoria

### Inicios
Nacido el 20 de marzo de 2003 en Cuautitlán Izcalli, Estado de México, se ha destacado desde hace ya algunos años por su habilidad, versatilidad y entrega en el campo de juego, posicionándose como un jugador a seguir dentro de las categorías inferiores del Club Puebla. Desde su incorporación con los Enfranjados en 2018, Jaimes ha demostrado ser un delantero que no sólo se limita a buscar el gol con tiros magistrales con zurda y derecha, sino que también participa activamente en la construcción del juego ofensivo con su capacidad como extremo lateral o interior y una inteligencia inigualable en la cancha.
Tristhan se ha posicionado como una pieza clave en la Sub-23 del Club Puebla, la cual ha sido reconocida en los últimos torneos por mantener un desempeño superior al concretado en el equipo de Primera División. Debutó en primera división el 7 de febrero de 2025 con el Club Puebla ante el Club América donde el marcador terminó 2-1 a favor de América.

## Clubes
| Club        | País   | Año        |
| ----------- | ------ | ---------- |
| Club Puebla | México | 2018 - act |